# Júnior Béjar Roca
Júnior Javier Béjar Roca (* 1999 im Distrikt Los Morochucos, Provinz Cangallo, Region Ayacucho, Peru) ist ein peruanischer Filmschauspieler. Bekannt wurde er durch seine Rolle im mehrfach ausgezeichneten, auf Chanka-Quechua gedrehten Film Retablo von 2017, der die Schwulenthematik behandelt.

## Leben
Júnior Béjar Roca wurde 1999 im Distrikt Los Morochucos in der Provinz Cangallo südlich der Stadt Ayacucho/Huamanga als ältester Sohn von Raúl Béjar Quicaño und Flor Roca Gómez geboren. Seine drei jüngeren Brüder heißen Roy, Michael und Jhony. Seine ersten Lebensjahre verbrachte er mit seinen Großeltern, wo er Chanka-Quechua als seine erste Sprache lernte. Er ging an die Primarschule von Morochucos. Mit 15 Jahren zog die Familie in die Stadt Huamanga, wo Júnior seine Sekundarschule abschloss. Als er an einem Biologie-Kurs der Schule teilnahm, wurden die Schüler vom Filmregisseur Álvaro Delgado Aparicio eingeladen, sich für eine mögliche Teilnahme in der jugendlichen Hauptrolle des geplanten Films Retablo vorzustellen, und Júnior wurde für die Rolle des Segundo ausgewählt.
Obwohl der Regisseur Delgado kein Quechua sprach, taten dies wie Júnior auch die anderen Schauspieler, unter ihnen Magaly Solier Romero und Amiel Cayo Coaquira. Magaly Solier überzeugte Álvaro Delgado, den Film auf Chanka-Quechua zu drehen. Ein informeller Dolmetscher, Wilker Hinostroza, und ein offizieller Übersetzer und Dolmetscher, Braulio Quispe, halfen bei der Übersetzung der Dialoge. Der Film Retablo wurde beim Festival de Cine in Lima im August 2017 uraufgeführt und gewann den Preis für den besten peruanischen Film. Auf der Berlinale 2018 erhielt der Film einen Teddy Award.
2019 berief UNICEF Júnior zusammen mit Francisca Aronsson zum Sprecher von La Onda de mi Cole, einer pädagogischen Spielsendung, und im Rahmen der 30-Jahr-Feier der UN-Kinderrechtskonvention, wurden beide zu Nationalen Botschaftern von UNICEF Perú ernannt.

## Filmographie
- 2017: Retablo: Segundo